# Philolaus
Philolaus (tiếng Hy Lạp: Φιλόλαος, 470 TCN-385 TCN) là nhà triết học người Hy Lạp. Ông là môn đệ của Pythagoras.

## Câu nói
| “ | Mọi cái nhận thức được là nhờ có số. Vì không có số thì không thể hiểu được, nhận thức được cái gì cả. | ” |

| “ | Bản chất của con số là đem lại nhận thức, định hướng và dạy mỗi người về mọi thứ mà đối với nó còn là nghi ngờ và chưa rõ. Nếu như không có số và bản chất của nó, thì đối với mọi người sẽ không có gì là rõ ràng trong bản thân các sự vật tự chúng, trong mối quan hệ giữa chúng | ” |